# Adoptie

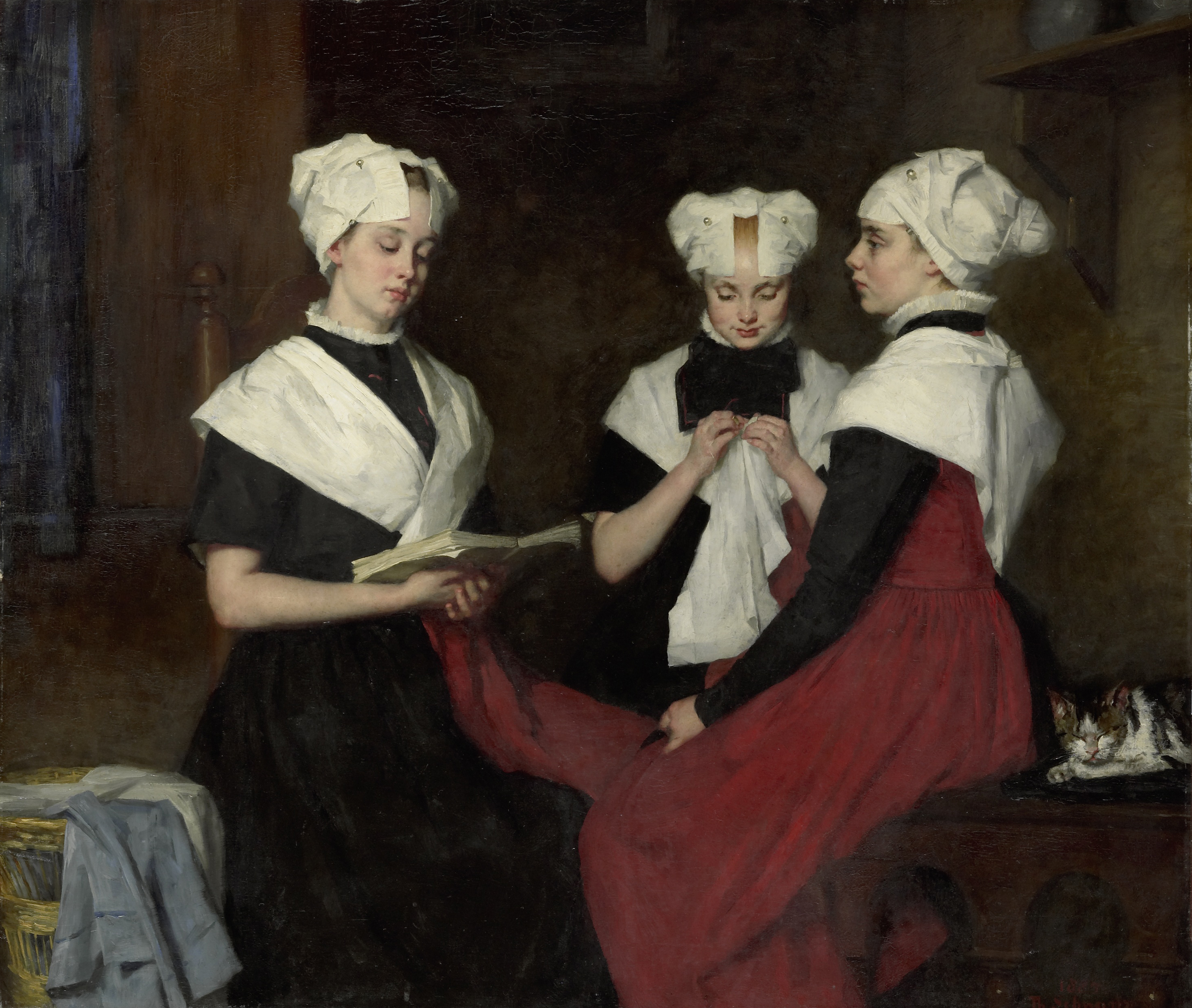
Drie meisjes in het Amsterdamse Burgerweeshuis (1885). Wettelijke adoptie bestaat in Nederland pas sinds 1956.

Adoptie is de aanname van een persoon als kind. In juridische zin is adoptie de breuk van de familieband tussen biologische ouders en hun kind en tegelijk de vaststelling van een nieuwe, wettelijk geldende familieband tussen adoptieouders en dit kind, met alle rechten en plichten die daarbij horen. Geadopteerden krijgen bijvoorbeeld de achternaam van hun adoptieouders en ook erfrecht, net als biologische kinderen. Adoptie als kinderbeschermingsmaatregel is een recent verschijnsel. In de loop van de twintigste eeuw werd adoptie van minderjarigen in de meeste landen wettelijk geregeld; in België in 1940 en in Nederland als een van de laatste in Europa in 1956.
Uit onderzoek blijkt dat binnenlandse adoptie voor kinderen beter is dan opgroeien in een kindertehuis of bij een moeder die serieus abortus overwoog. Ze halen achterstanden snel in als ze worden opgenomen in een gezin en adoptie is voor deze kinderen daarom een succesvolle pedagogische interventie. Binnenlandse geadopteerden hebben geen lager zelfbeeld ten opzichte van niet-geadopteerde leeftijdgenoten. Problemen met affectieve relaties en psychische problemen op latere leeftijd komen wel relatief vaak voor. Die hebben te maken met de afstand door de moeder, de moeilijke start van het leven van veel geadopteerden (waardoor hechtingsproblemen zijn ontstaan of problemen door ondervoeding, of alcohol- of drugsgebruik tijdens de zwangerschap), racisme, en de kloof tussen de culturele achtergrond van de geadopteerde en de cultuur van zijn of haar adoptieouders.
In 2004 werden ruim 45.000 kinderen interlandelijk geadopteerd; de meeste van ontwikkelingslanden naar Europa en de Verenigde Staten. In 2007 was dit aantal gedaald naar ruim 37.000 en de schatting voor 2011 is 25.000. Mogelijk honderden daarvan waren illegaal verhandeld. Interlandelijke adoptie stuit mede daarom op maatschappelijke weerstand.

## Geschiedenis

### Slavenarbeid en erfopvolging

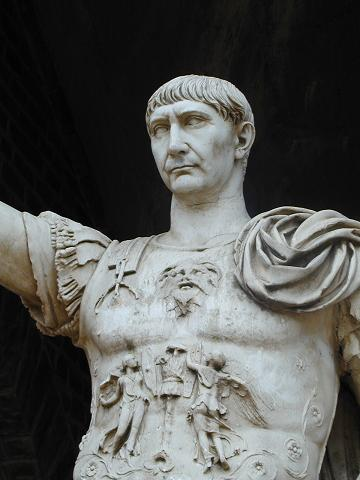
Trajanus, de tweede van de vijf adoptiefkeizers.

Aanname van niet-biologische kinderen in gezinnen is waarschijnlijk van alle tijden. Veelal werden deze kinderen opgenomen in hun grootfamilie, of in gezinnen opgenomen om (slaven-)arbeid te verrichten. Sommige verlaten kinderen werden door niet-verwante families opgevoed alsof het hun eigen kinderen waren. Dit gebeurde in Europa vooral in de Romeinse tijd en de vroege middeleeuwen. De Codex Hammurabi, een wetboek uit Mesopotamië (ca. 1780 v Chr.) vermeldt al de juridische mogelijkheid voor adoptie door echtparen die geen kinderen konden krijgen. De Romeinen kenden vormen van adoptie (adoptio en adrogatio) waardoor geadopteerden (doorgaans volwassenen) een nieuwe pater familias kregen of konden worden opgenomen in de familie, maar deze adopties waren niet bedoeld om kinderen een nieuw thuis te bieden, maar om de erfopvolging te regelen, bijvoorbeeld bij de adoptiefkeizers. Niettemin werden kinderen door Romeinen op grote schaal afgestaan: in sommige perioden zou het in steden om ongeveer een kwart van alle kinderen zijn gegaan. Sommigen groeiden op als alumnus, een soort pleegkind. Formeel bleven deze alumni echter wettelijke kinderen van hun biologische ouders. In de middeleeuwen raakte wettelijke adoptie in de meeste gebieden in Europa in onbruik, waarschijnlijk omdat het de macht van de feodale heersers zou kunnen aantasten. Verlaten kinderen groeiden in de elfde en de twaalfde eeuw vaak op in kloosters. In de renaissance werden voor het eerst kindertehuizen opgericht. De meeste door armen afgestane kinderen in steden kwamen hier terecht, maar zeker vier op de vijf haalden hun vijfde levensjaar niet door infectieziektes en andere ontberingen. Pas in de negentiende eeuw ging de overlevingskans in die tehuizen lijken op die van gewone kinderen. In de achttiende eeuw kwam wettelijke adoptie weer op de agenda, vooral om politieke redenen, maar in sommige gevallen ook om weeskinderen een thuis te bezorgen bij echtparen die kinderloos waren. Een formele regeling kwam er niet voor kinderen in de Lage Landen. De Belgische adoptiewet uit 1804 stond alleen adoptie van volwassenen toe.

### Wetgeving en interlandelijke adoptie

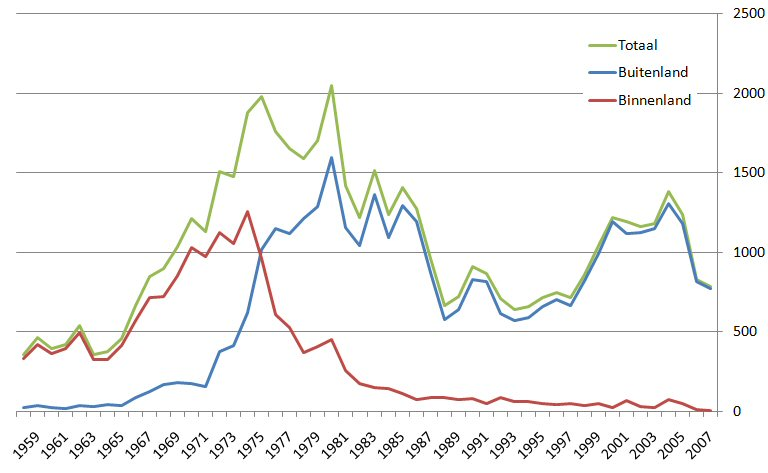
Binnenlandse en interlandelijke adopties in Nederland tussen 1956 en 2007.

Pas in de loop van de negentiende eeuw werd adoptie gezien als een kinderbeschermingsmaatregel, waarschijnlijk voor het eerst in de Verenigde Staten. In 1851 nam de staat Massachusetts een wet aan, die de adoptie van niet-verwante (maar blanke) kinderen formeel regelde. In het Derde Rijk kwamen kinderen die via Lebensborn ter wereld kwamen - als ze aan de 'rassenvereisten' voldeden - in aanmerking voor adoptie. Met de Wet op de Aanneming van een Kind van 22 maart 1940 konden in België voor het eerst ook minderjarigen worden geadopteerd. Adoptie in Nederland is pas sinds 1956 wettelijk geregeld. De aanleiding hiervoor was de noodzaak om de opvang te formaliseren van Joodse pleegkinderen die ondergedoken waren geweest in de Tweede Wereldoorlog.
In de jaren zeventig nam het aantal binnenlandse adopties in Nederland en België sterk af, doordat het taboe op ongehuwd moederschap werd doorbroken en door de opkomst van de anticonceptiepil. In 1981 (Nederland) en 1990 (België) werd abortus gelegaliseerd, waardoor er nog minder kinderen werden afgestaan. Tegelijkertijd nam het aantal interlandelijke adopties sterk toe in die periode, zoals te zien is in de grafiek over de aantallen adopties in Nederland. Een belangrijke aanleiding voor die toename was het optreden van Marjory en Jan de Hartog in Mies en scène in 1967. Zij maakten zich sterk voor het adopteren van kinderen uit Zuid-Korea en Vietnam. Momenteel komen de meeste geadopteerde kinderen uit ontwikkelingslanden (zie onderstaande tabel voor cijfers). In 2004 kwam een kwart uit China en ging de helft van de kinderen naar de Verenigde Staten. Sindsdien is het aantal adopties uit China sterk gedaald en uit Guatemala, Vietnam en Roemenië vrijwel gestopt.
Landen met een relatief hoog aantal interlandelijke adopties ten opzichte van het aantal geboortes zijn Noorwegen, Spanje en Zweden, met respectievelijk 12,8, 12,4 en 11,7 per 1000 geboortes in 2004. België en Nederland adopteerden respectievelijk 7,0 en 6,9 kinderen uit het buitenland per 1000 geboortes, de Verenigde Staten 5,5. Het land dat de meeste kinderen naar het buitenland liet gaan per aantal geboortes in 2004 was Bulgarije, gevolgd door Wit-Rusland en Guatemala.
De Raad van State in Nederland ziet adoptie als kinderbeschermingsmaatregel, waarbij het kind tevens niets meer van de ouder te verwachten heeft. Adoptie kan echter niet uitsluitend als kinderbeschermingsmaatregel worden beschouwd, omdat kinderbescherming is gericht op herstel van de relatie tussen ouder en kind en adoptie juist het verbreken van die band beoogt. De Raad voor Strafrechtstoepassing en Jeugdbescherming en de geadopteerden van United Adoptees International vinden dat interlandelijke adoptie vooral de belangen van aspirant-adoptieouders dient en niet primair die van kinderen.
|    | Ontvangende landen  | Aantal | Percentage | Zendende landen | Aantal | Percentage |
| -- | ------------------- | ------ | ---------- | --------------- | ------ | ---------- |
| 1  | Verenigde Staten    | 22.884 | 50%        | China           | 11.230 | 25%        |
| 2  | Spanje              | 5.541  | 12%        | Rusland         | 7.664  | 17%        |
| 3  | Frankrijk           | 4.079  | 9%         | Guatemala       | 2.673  | 6%         |
| 4  | Italië              | 3.398  | 7%         | Zuid-Korea      | 2.306  | 5%         |
| 5  | Canada              | 1.955  | 4%         | Oekraïne        | 1.958  | 4%         |
| 6  | Nederland           | 1.307  | 3%         | Colombia        | 1.750  | 4%         |
| 7  | Zweden              | 1.109  | 2%         | India           | 1.172  | 3%         |
| 8  | Noorwegen           | 706    | 2%         | Haïti           | 1.055  | 2%         |
| 9  | Zwitserland         | 557    | 1%         | Bulgarije       | 962    | 2%         |
| 10 | Denemarken          | 528    | 1%         | Vietnam         | 935    | 2%         |
| 11 | Duitsland           | 506    | 1%         | Kazachstan      | 857    | 2%         |
| 12 | België              | 470    | 1%         | Ethiopië        | 847    | 2%         |
| 13 | Ierland             | 398    | 1%         | Wit-Rusland     | 636    | 1%         |
| 14 | Australië           | 370    | 1%         | Thailand        | 476    | 1%         |
| 15 | Nieuw-Zeeland       | 351    | 1%         | Roemenië        | 456    | 1%         |
| 16 | Verenigd Koninkrijk | 332    | 1%         | Filipijnen      | 399    | 1%         |
|    | Totaal              | 44.491 | 98%        |                 | 35.376 | 78%        |

### Culturele verschillen
De kijk op adoptie wijkt sterk af in verschillende culturen. De islam bijvoorbeeld: volgens de Koran moeten kinderen de naam van hun biologische familie blijven dragen als ze worden opgenomen in een ander gezin en hebben ze geen automatisch erfrecht. De islamitische 'adoptie', kafala, heeft vooral kenmerken van pleegzorg. In de Verenigde Staten is opname van zwarte (Amerikaanse) en indiaanse kinderen in blanke gezinnen omstreden, omdat veel Afro-Amerikanen en Indianen vinden dat deze kinderen in blanke gezinnen hun etnische identiteit onvoldoende kunnen ontwikkelen en onvoldoende zullen zijn opgewassen tegen racisme. In West-Europa is interraciale adoptie daarentegen heel gebruikelijk. De laatste jaren groeit de aandacht voor misstanden rondom internationale adoptie. De stem van geadopteerde kinderen wordt vaker gehoord doordat zij zich als volwassenen kunnen en durven uitspreken. Racisme en de impact op het zelfbeeld van een kind, speelt bij internationale adoptie steevast een rol. 

### Adoptie als machtsinstrument
Adoptie van kinderen komt vaak voor tegen de zin of medeweten van hun familieleden. Indianen in Noord-Amerika en Aboriginals nemen het de blanke overheersers nu nog kwalijk, dat veel van hun kinderen zijn ondergebracht bij (of geroofd voor) witte gezinnen om hun een 'degelijke opvoeding' te geven. In Australië ging het om meer dan 100.000 kinderen (ongeveer 10%) en in Amerika in de jaren vijftig om ongeveer 30% van de kinderen uit de desbetreffende bevolkingsgroepen. In 2011 maakte de katholieke kerk in Australië excuses voor de adopties die zij afdwong in de periode 1950-1970. Het gaat om minstens 150.000 gevallen. Tijdens de dictaturen in Spanje (1939-1975) en in Argentinië (1976-1983) zijn honderden baby's van respectievelijk republiekeinen en dissidenten gestolen en ondergebracht bij 'politiek betrouwbare' gezinnen. Na de dood van Franco werd de handel in Spaanse baby's vermoedelijk voortgezet uit winstoogmerk. In de Duitse Democratische Republiek werden meer dan 150 stellen uit de ouderlijke macht gezet om politieke redenen. Hun kinderen werden geadopteerd door socialistische families. In de Ierse Magdalene Laundries - door de katholieke kerk gerunde instituten voor 'gevallen vrouwen' - werden ongehuwde moeders gedwongen om hun kind af te staan ter adoptie. Joodse pleegkinderen werden in de naoorlogse periode in Nederland in sommige gevallen tegen de zin van familieleden geadopteerd. Ongehuwde moeders werden en worden om allerlei redenen onder druk gezet om hun kind af te staan (zie ook Oorzaken van afstand van kinderen). 

## Adoptie in de samenleving
Mensen staan overwegend positief ten opzichte van (interlandelijke) adoptie: het biedt stellen die zelf geen kinderen kunnen of willen krijgen toch de mogelijkheid om kinderen op te voeden en te hebben. Sommigen zien adoptie als een geschikt alternatief voor abortus. Pedagoog Rien van IJzendoorn van de Universiteit Leiden noemt adoptie een 'heel succesvolle interventie'. De tv-programma's Grenzeloos verlangen (Nederland) en Het leven zoals het is: adoptie (België) belichten vooral deze positieve kant van adoptie. Anderen hebben bedenkingen, met name bij interlandelijke adoptie, vanwege de risico's op kinderhandel. Er is vaak sprake van een scheve machtsverhouding tussen ontvangende en zendende landen, tussen wensouders en biologische ouders, waarbij financiële of racistische motieven een rol spelen. Het is aangetoond dat in de landen van herkomst, waar met name alleenstaande ongehuwde moeders buitengesloten worden, zij minder (opvoedings-)ondersteuning krijgen en daardoor sneller hun kind afstaan ter adoptie dan in landen die geen kinderen door buitenlanders laten adopteren. Buitenlandse vraag stuurt in dit opzicht de internationale adoptiemarkt, verder gestimuleerd door politieke overwegingen zoals het positief beïnvloeden van de handelsrelatie. Bovendien ondermijnt interlandelijke adoptie jeugdbescherming in herkomstlanden.

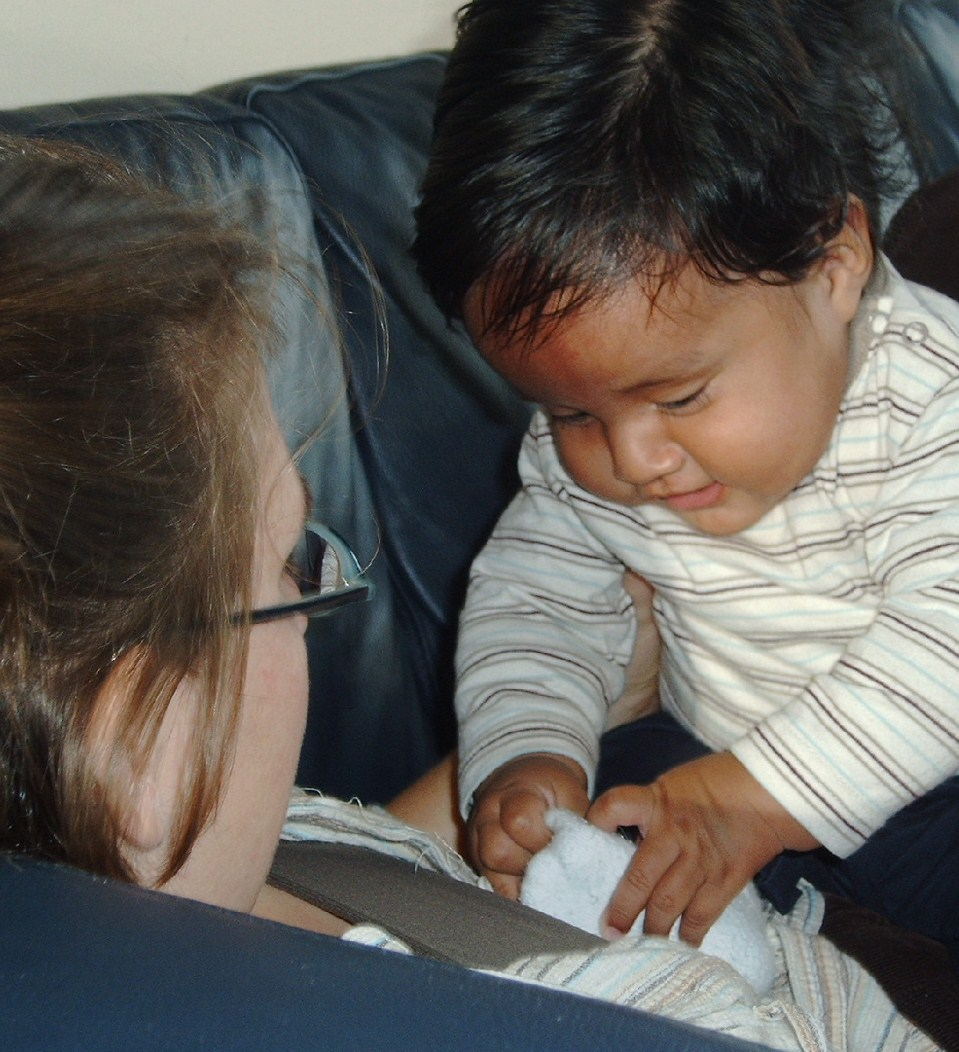
Bij interlandelijke adoptie is open adoptie meestal niet mogelijk.

Adoptie is een veelvoorkomend thema in mythes, boeken en films. In de late middeleeuwen werden veel verhalen verteld waarin afgestane kinderen niet alleen overleefden, maar ook goed terechtkwamen. Bijvoorbeeld als koning, paus of heilige. Deze verhalen waren waarschijnlijk vooral bedoeld als geruststelling voor ouders die hun kind afstonden. In latere verhalen worden geadopteerden of pleegkinderen als kind bijvoorbeeld achtergesteld, maar worden machtig in hun latere leven, zoals Citizen Kane en Heathcliff. In sommige gevallen loopt het slecht met hen af omdat hun misdadige genen worden toegeschreven (Freddy Krueger) of ze vinden na een lange zoektocht hun – meestal bijzondere – ouders. In andere gevallen gaan zij een zonnige toekomst tegemoet in hun adoptiegezin (Annie), waar ze een bijzondere rol vervullen (Ayla). Verder kunnen geadopteerden onbewust incest en vadermoord plegen, zoals Oedipus al in de oudheid overkwam en Luke Skywalker bijna.
Bekende afstandsouders zijn Rod Stewart, Joni Mitchell, Patti Smith, David Crosby en Penney de Jager. Bekende geadopteerden zijn bijvoorbeeld Steve Jobs van Apple Inc., schrijvers John Irving en A. M. Homes, voetballer Mario Balotelli en muzikanten Deborah Harry en Michael Franti. In Nederland zijn Liesbeth List, Jody Bernal en Lavinia Meijer wellicht de bekendste geadopteerden en in België Wouter Van Bellingen. Bekende adoptieouders zijn Madonna, Angelina Jolie en Brad Pitt, Nicole Kidman en Tom Cruise, Michelle Pfeiffer, Woody Allen, Josephine Baker, Gerhard Schröder, Walter Sisulu en Paul de Leeuw.

## Gesloten adoptie, open adoptie en pleegzorg
In het leven van geadopteerden kunnen de biologische ouders verschillende rollen spelen. Bij gesloten adoptie is er geen contact tussen geadopteerden en ouders. De geadopteerden hebben zonder toestemming geen toegang tot het dossier van hun ouders. In sommige landen wordt de geboorteakte vervangen door een exemplaar met de namen van de adoptieouders, in andere landen wordt de geboorteakte aangepast: de namen van de adoptieouders worden dan in de kantlijn vermeld, naast van die van de biologische ouders (of die van de biologische moeder). Bij pleegzorg houden de kinderen de naam van hun ouders en blijft de juridische ouder-kindband in stand. Indien de omstandigheden dat toelaten, spelen de ouders een rol bij de opvoeding van de kinderen, maar ligt de verantwoordelijkheid van de dagelijkse verzorging en opvoeding bij de pleegouders. Zij krijgen daarvoor gewoonlijk een vergoeding van de overheid. Half-open en open adoptie liggen ergens tussen gesloten adoptie en pleegzorg in. Omdat er geen eenduidige definities voor bestaan, komen deze adoptievormen in formele zin niet veel voor.
Gesloten adoptie is gebruikelijk bij interlandelijke adoptie. Vaak worden alleen maar (medische) dossiers over de ouders overgedragen aan het adoptiegezin. De ouders krijgen geen informatie over het kind dat zij hebben afgestaan. Bij half-open adoptie kunnen de ouders verslagen over hun kinderen inzien, maar deze verslagen geven geen naam en verblijfplaats van de kinderen. Pas als de geadopteerde meerderjarig is kunnen geadopteerde en ouders inzage krijgen in de complete dossiers bij de bemiddelingsorganisatie. Bij open adoptie kunnen de ouders (meestal alleen de moeder) kiezen naar welke adoptieouders haar kind gaat. De geadopteerde heeft toegang tot alle beschikbare informatie. Het adoptiegezin en de ouders sluiten een overeenkomst waarin zij bijvoorbeeld aangeven berichten uit te wisselen of elkaar persoonlijk te bezoeken. Er bestaat bij open adoptie dus een echte relatie tussen het adoptiegezin en de ouder(s). Overigens is (half-) open adoptie vaak alleen op papier mogelijk, omdat er in veel gevallen geen of onvolledige gegevens bekend zijn over de ouders.

## De Rechten van het Kind

### Haags Adoptieverdrag
Het Haags Adoptieverdrag is bedoeld om de rechten van kinderen die interlandelijk geadopteerd worden te waarborgen. De aangesloten landen van herkomst moeten zich inspannen om in hun eigen land een gezin te vinden voor kinderen die afgestaan zijn, te vondeling zijn gelegd, volle wees zijn geworden, of wier ouders uit het ouderlijk gezag zijn gezet of ontheven. Alleen als dit niet mogelijk is komt interlandelijke adoptie in aanmerking. Ook moeten volgens het verdrag aspirant adoptieouders aan allerlei voorwaarden voldoen: zij moeten bijvoorbeeld aantoonbaar voldoende gezond zijn. Interlandelijke adoptie kent vele juridische procedures om te kunnen nagaan of aan alle voorwaarden wordt voldaan. Bij adoptie in Nederland moeten de aspirant adoptieouders verplicht een cursus volgen en schrijft de Raad voor de Kinderbescherming over hen een gezinsrapport, dat de basis vormt voor een eventuele beginseltoestemming van het ministerie van Justitie. De landen van herkomst stellen eveneens voorwaarden aan de aspirant-adoptieouders, zoals aan hun leeftijd, hun religie, hun burgerlijke staat, hun seksuele oriëntatie, hun inkomen en zelfs over hun Queteletindex (BMI).
Niet elke buitenlandse adoptie geldt als een interlandelijke adoptie die onder het Haags Adoptieverdrag valt. Heeft iemand zijn gewone verblijfplaats in een ander land, dus woont hij of zij permanent en legaal in dat andere land, dan is in het geval van een adoptie in dat land sprake van een binnenlandse adoptie, waarbij dan alleen de adoptiewetgeving van dat land geldt. De voorwaarden van het Haags Adoptieverdrag zijn hier niet van toepassing. Het herkomstland van de adoptiefouder erkent de adoptie in dat geval vaak van rechtswege oftewel automatisch en het kind heeft dan vaak (ook) automatisch het staatsburgerschap van de adoptiefouder.

### Witwassen van kinderen
In 2011 werden ongeveer 25.000 kinderen interlandelijk geadopteerd. In Nederland bedragen de procedurekosten van adoptie minimaal €11.000; in de Verenigde Staten is €40.000 niet ongewoon. Er gaat dus tussen 300 miljoen en 1 miljard euro om in interlandelijke adoptie. Critici noemen adoptie 'een legale vorm van kinderhandel', omdat er volgens hen door financiële prikkels niet primair wordt gezocht naar de beste oplossing voor de betrokken kinderen en hun biologische ouders. Adoptieouders en bemiddelingsorganisaties hebben namelijk een zeker belang dat de kinderen afgestaan worden ter adoptie (in het buitenland). Volgens het Haags Adoptieverdrag mogen alleen bemiddelings- en verzorgingskosten worden doorberekend, in geen geval mag de (vermeende) familie geld ontvangen om handel te voorkomen. Normaal gesproken bedragen deze bemiddelings- en verzorgingskosten niet meer dan €20.000.
Ondanks het Haags Adoptieverdrag, IVRK, en andere regelgeving is er sprake van kinderhandel voor adoptiedoeleinden, ook wel witwassen van kinderen genoemd. Verschillende niet-gouvernementele organisaties (NGO's), waaronder UNICEF en het Max Planck Instituut, schatten het aantal gevallen van witwassen van kinderen op duizenden per jaar.

## Achtergronden van adoptie

### Oorzaken van afstand van kinderen
Geadopteerde kinderen worden zelden vrijwillig door de biologische moeder afgestaan of te vondeling gelegd in zendende landen. In slechts enkele gevallen zijn de ouders overleden of uit de ouderlijke macht ontzet wegens verwaarlozing of misbruik van de kinderen. Ze verkeerden voor hun adoptie bij familieleden, pleeggezinnen of in tehuizen. De redenen voor afstand zijn divers en vaak een combinatie van factoren. Armoede speelt meestal een rol, maar ook sociaal-culturele factoren. Voorbeelden daarvan zijn de eenkindpolitiek in China, en het taboe op ongehuwd moederschap, zoals in Zuid-Korea. Sommige vrouwen willen afstand doen van hun kind als het is verwekt door verkrachting of incest. In bepaalde gevallen is het kind zelf ziek of gehandicapt en zien de ouders geen mogelijkheid om voor dit kind te zorgen. Ook in Nederland en België was er tot in de jaren zeventig nog grote druk op jonge ongehuwde moeders van met name familieleden en maatschappelijk werksters om hun kind af te staan, omdat zij de familie tot schande zouden zijn of niet in staat om hun kind op te voeden. Dit lijkt nog steeds het geval voor sommige migrantenbevolkingsgroepen in Europa.
De laatste jaren is er steeds meer aandacht over de mistanden rondom adopties in het verleden. Zo heeft de podcast Kinderen van de kerk eind 2023 aandacht besteed aan de gedwongen adopties in België. 
Het aantal interlandelijke adopties daalt sinds 2004 en de verwachting is dat die daling doorzet, omdat steeds meer landen de voorkeur geven aan lokale oplossingen, zoals pleegzorg of binnenlandse adoptie, conform het Haags Adoptieverdrag. Andere redenen zijn vrouwenemancipatie en toenemende economische welvaart waardoor minder kinderen worden afgestaan. Kinderen die op de vlucht zijn voor geweld, oorlog of natuurrampen komen zelden in aanmerking voor (interlandelijke) adoptie, omdat zij niet formeel zijn afgestaan en doorgaans nog familieleden hebben die voor hen kunnen zorgen.
Voor moeders is de afstand van een kind een zeer moeilijke beslissing. Uit onderzoek in Zuid-India bleek bijvoorbeeld dat van een vrije keuze – kind afstaan of houden – nauwelijks sprake is. Hier zetten familieleden en hulpverleners de vrouwen onder druk om hun kind af te staan, omdat in India een ongetrouwde moeder in een sociaal onhoudbare situatie zou komen en het kind beter af zou zijn bij een gewoon gezin met twee adoptieouders. De hulpverleners redeneren vanuit een conservatieve middenklassedenkwereld en zijn vaak tegelijkertijd adoptiebemiddelaars. Ze hebben daarom een belang bij afstand door de moeder. Er is niet veel onderzoek gedaan naar gevolgen van afstand op de moeders. Weinig van hen treden naar buiten, maar degenen die dat wel doen beschrijven hevig verdriet door hun verlies, onmacht, depressies, onzekerheid en een lage zelfwaardering. Over de gevoelens van afstandvaders is helemaal weinig bekend.

### Motieven aspirant adoptieouders

Mogelijkheden voor homoadoptie in Europa.
Homoadoptie legaal
Stiefkindadoptie legaal
Onbekend

#### Onvruchtbaarheid
Een kinderwens die niet kan worden vervuld, bijvoorbeeld vanwege onvruchtbaarheid of een genetisch overdraagbare ziekte, is meestal de belangrijkste reden waarom mensen adoptie overwegen. Andere (additionele) redenen zijn:
- Adoptieouders willen hulp bieden aan een kansarm kind;
- Adoptieouders willen een thuis bieden aan een kind met een medisch probleem (een special needs kind);
- Adoptieouders willen niet bijdragen aan bevolkingsdruk;
- Zwangerschap of geboorte is riskant voor de gezondheid van de adoptiemoeder;
- Adoptieouders hebben gelijk geslacht of adoptieouder is alleenstaand;
- Adoptieouders hebben voorkeur voor een kind van een bepaald geslacht.

Van het totaal aantal Nederlandse adoptieouders, is 80 à 90% onvruchtbaar. Ongeveer 5% van de onvruchtbare Nederlandse stellen kiest na 3 à 6 jaar voor adoptie en 2% voor pleegzorg.

#### Adoptie door stiefouders, homo's en alleenstaanden
In de meeste landen kunnen stiefouders het kind van hun partner adopteren als zij een bepaalde tijd voor het kind hebben gezorgd. In dit geval spreekt men van stiefouderadoptie. In Nederland geldt die termijn niet voor duomoeders: twee vrouwen die een relatie hebben waarvan één een kind krijgt. In sommige landen is het ook mogelijk voor stellen van gelijk geslacht om kinderen te adopteren. In Nederland geldt dat per 2009 voor binnen- én buitenlandse adopties en in België alleen als het land van herkomst ook toestemming heeft gegeven. Sommige landen staan adoptie door alleenstaanden toe. Het gaat dan meestal om kinderen met een medisch probleem of kinderen ouder dan drie jaar (special needs kinderen). Partners van alleenstaanden kunnen het kind een bepaalde tijd na aankomst adopteren volgens de stiefouderadoptieprocedure. Via deze route kunnen homostellen ook (interlandelijk) adopteren. In de praktijk zijn de mogelijkheden voor homo's en alleenstaanden echter zeer beperkt vanwege de voorwaarden die de landen van herkomst stellen aan de adoptieouders.

## Problemen van geadopteerden

### Hechting en afstandstrauma

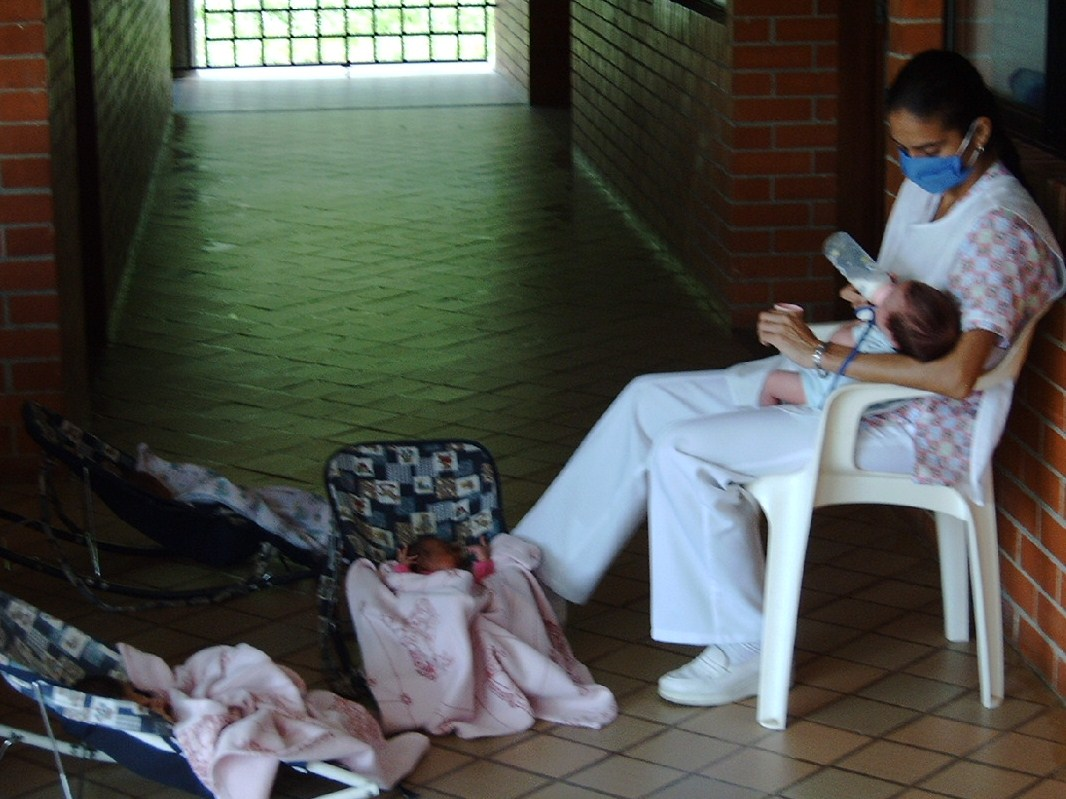
Kindertehuis in Colombia.

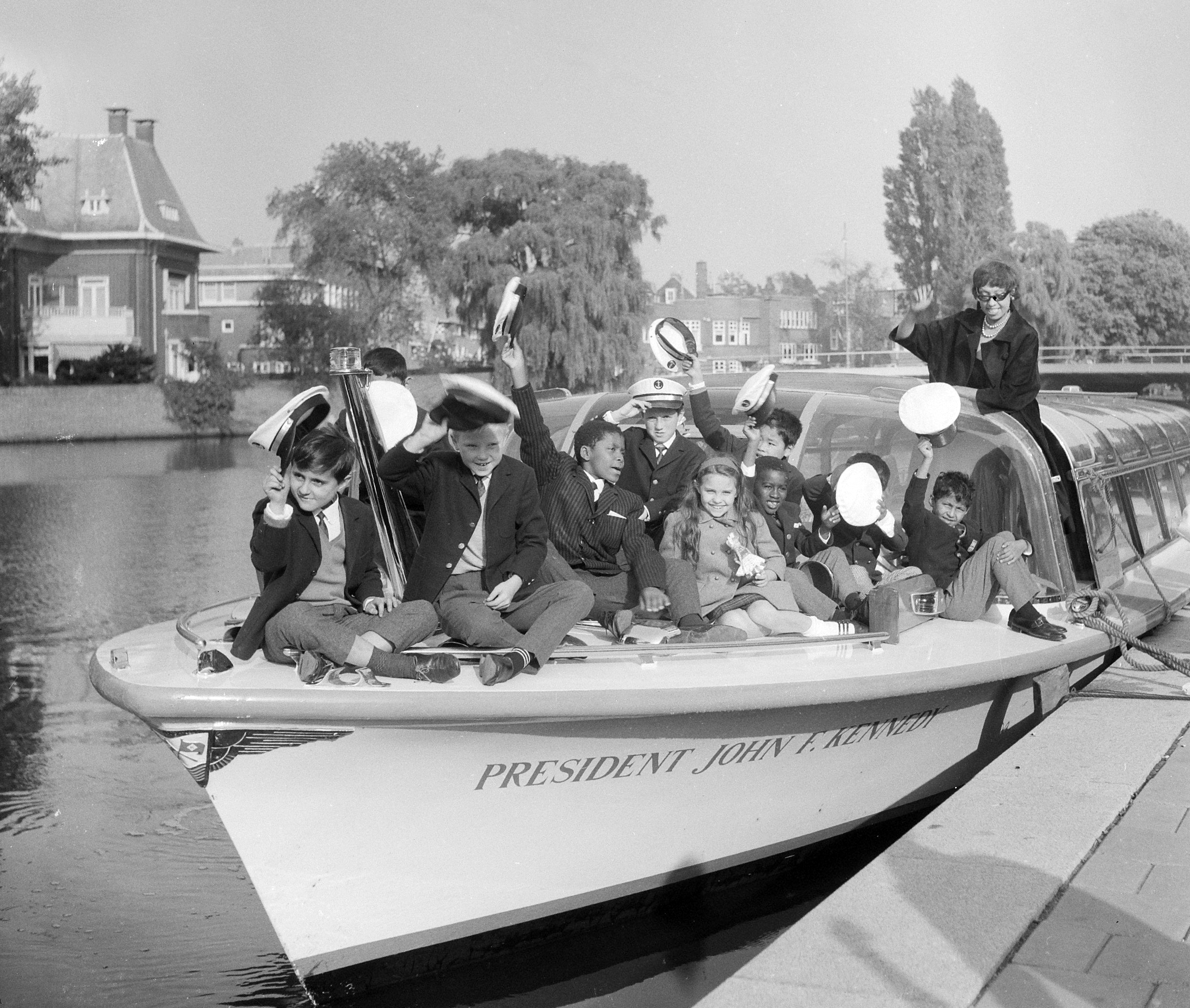
Josephine Baker adopteerde 10 kinderen in de jaren 60, op de foto zijn ze op een sightseeing in Amsterdam in 1964.

Meta-analyses uitgevoerd door Nederlandse onderzoekers geven aan dat het goed gaat met de meeste geadopteerden. Kinderen halen groei- en ontwikkelingsachterstanden die zij opliepen in hun vroegste jaren doorgaans snel in. Geadopteerden hebben een even goed zelfbeeld als niet-geadopteerde leeftijdgenoten. 'Zelfbeeld' geeft de mate van zelfvertrouwen en eigenwaarde aan. Deze uitkomst geldt zowel voor binnenlandse als voor internationale en transraciale adoptiekinderen. Het gaat veel beter met geadopteerden dan met lotgenoten die in een kindertehuis opgroeien of met kinderen wier moeder serieus een abortus heeft overwogen. Jongvolwassen geadopteerden hebben minder vaak intieme relaties en zijn minder vaak getrouwd dan niet-geadopteerden. Ze hebben wel evenveel sociale contacten en hun behaalde onderwijs- en professionele niveau is vrijwel gelijk. Mannelijke geadopteerden hebben hierbij een wat lagere score dan vrouwelijke. Mogelijk is adoptie zelfs de enige succesvolle evidence-based kinderbeschermingsmaatregel.
De positieve effecten van adoptie gelden weliswaar voor de groep geadopteerden als geheel, maar individuele geadopteerden hebben wel degelijk met relatief veel problemen te maken. In Nederland komen geadopteerden ongeveer viermaal zo vaak in aanraking met hulpverlening als niet-geadopteerden. Ook in andere landen zijn geadopteerden sterk oververtegenwoordigd in de geestelijke gezondheidszorg. Ze hebben ook wat meer gedragsproblemen dan niet-geadopteerden. Het betrekkelijk geringe verschil in gedragsproblemen tussen geadopteerden en de controlegroep komt mogelijk doordat geadopteerde relatief veel geestelijke zorg krijgen en door de pedagogische kwaliteiten van hun ouders, die immers zeer gemotiveerd zijn en goed voorbereid op hun ouderschap.
De oververtegenwoordiging van geadopteerden in de geestelijke gezondheidszorg is deels te verklaren doordat zij of hun ouders sneller hulp zoeken, maar heeft ook te maken met de gecompliceerde start van het leven van veel adoptiekinderen. Hierdoor kunnen onder andere hechtingsproblemen ontstaan, of problemen die het gevolg zijn van ondervoeding, of alcohol- of drugsgebruik tijdens de zwangerschap. Geadopteerden zijn in 53% van de gevallen niet veilig gehecht; onder 'gewone' kinderen is dat 30 à 40%. Kinderen die voorafgaand aan hun adoptie zijn verwaarloosd of mishandeld zijn overgerepresenteerd in de groep met psychologische en gedragsproblemen. Verder kan de scheiding tussen het kind en zijn moeder leiden tot een psychotrauma.
Onder andere door onveilige hechting komen bij geadopteerden problemen met affectieve relaties en psychische problemen op latere leeftijd relatief vaak voor. Onderzoek naar zelfdodingscijfers in Zweden toont aan dat onder interlandelijke geadopteerden die geboren zijn in de jaren zeventig 3,6 [95% betrouwbaarheidsinterval: 2,6-5,2] en onder nationaal geadopteerden 2,5 [1,8-3,3] maal zoveel suïcides voorkomen als onder niet-geadopteerde leeftijdsgenoten. De onderzoekers wijten dit onder andere aan racisme en discriminatie. De Nederlandse meta-analyse concludeerde dat internationaal geadopteerde kinderen minder psychologische en gedragsproblemen hebben dan binnenlands geadopteerde kinderen. Dit is mogelijk deels te verklaren door de grotere openheid over adoptie in gezinnen met buitenlands geadopteerde kinderen.

### Identiteit en loyaliteit

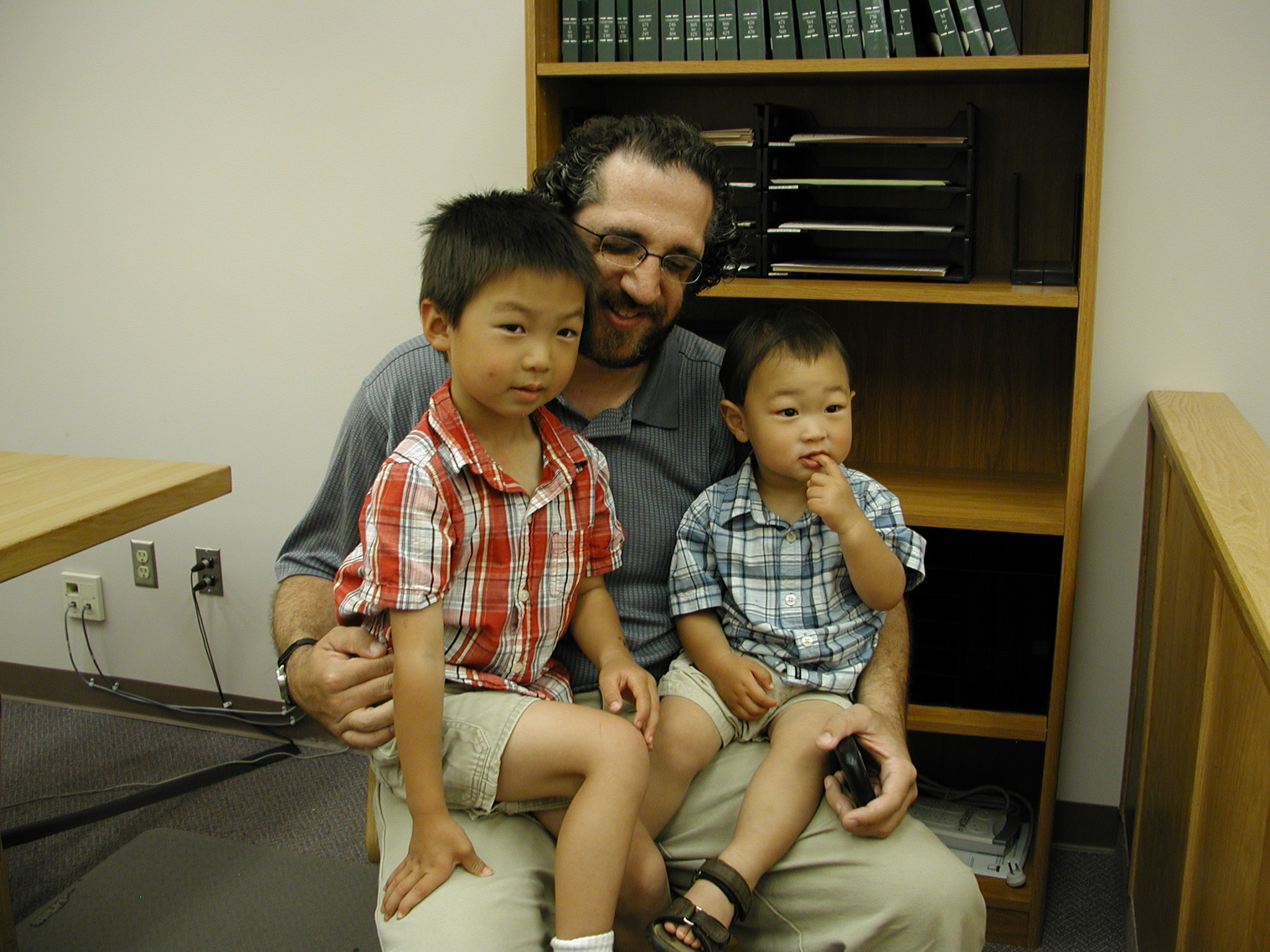
Adoptiekinderen lijken qua uiterlijk en karakter minder op hun adoptieouders dan biologisch eigen kinderen.

De identiteit van (interlandelijk) geadopteerden wordt gevormd door zowel hun afkomst als door de sociale omgeving die vooral door hun adoptieouders wordt bepaald. Anders dan bij kinderen die bij hun ouders opgroeien verschilt hun culturele en genealogische afkomst met die van hun adoptieouders. Ze lijken daardoor qua uiterlijk en karakter minder op hun adoptieouders dan biologisch eigen kinderen. Het is dus voor geadopteerden moeilijker om zich met hen te identificeren. Er is weinig onderzoek gedaan naar de consequenties hiervan voor de geadopteerden.
Veel interlandelijk geadopteerden voelen zich noch echt thuis in de Nederlandse of Vlaamse cultuur noch in die van hun land van herkomst. In de meeste adoptiegezinnen wordt kleur niet gezien als anders, maar tegelijkertijd worden interlandelijk geadopteerden door hun omgeving geregeld geconfronteerd met aannames en vooroordelen over hun uiterlijk. Zij moeten hun etnische identiteit tijdens hun adolescentie en vroege volwassenheid zelf construeren, terwijl niet-geadopteerden die van huis uit meekrijgen. De tegenstrijdige boodschap over hun etnische identiteit en de - vaak moeizame - constructie ervan heeft een diepgaand effect op het zelfbeeld van veel geadopteerden. Tegenwoordig, in de 21e eeuw, zijn de cultuur van het land van origine en de afstandsgeschiedenis van de kinderen wel belangrijke thema's bij de opvoeding in de meeste adoptiegezinnen, maar dat was in de jaren en zeventig en tachtig minder gebruikelijk. Niettemin krijgt nog steeds een flink deel van de interlandelijk geadopteerde kinderen bijvoorbeeld een nieuwe, Nederlandse of vernederlandste, voornaam.
In verschillende fasen van het leven van geadopteerden, zoals in de adolescentie en het moment dat ze zelf moeder of vader worden, krijgen de begrippen afstand en adoptie nieuwe betekenissen. De rol van adoptieouders is essentieel bij de identiteitsvorming. Eerlijkheid, sensitiviteit, flexibiliteit en openheid zijn voorbeelden van belangrijke eigenschappen van adoptieouders hierbij. De basisvoorwaarde is echter dat zij van kinderen houden, hen willen opvoeden en zich daarvoor ten volle willen inzetten. Ook geduld, kennis van problematische levenservaringen en inlevingsvermogen vergroten de kans op een geslaagde adoptie. Geadopteerden zijn gewoonlijk loyaal aan zowel hun adoptieouders als hun ouders. Dat brengt hen soms in de problemen, omdat ze bijvoorbeeld geen contact met hun familie durven te zoeken om te voorkomen dat ze hun adoptieouders kwetsen.

### Theorieën en therapieën
De meeste adoptieonderzoekers bespreken de problemen van geadopteerden en hun reacties daarop in termen van stress en coping. Geadopteerden zijn afgestaan en ze groeien op in een 'vreemde' omgeving, hetgeen leidt tot stress. Ze moeten op de een of andere manier omgaan met hun verlieservaringen en de afwezigheid van informatie over hun achtergrond. Bepaalde copingstrategieën verminderen het stressniveau en kunnen daardoor psychologische of gedragsproblemen voorkomen of reduceren. Voorbeelden van copingstrategieën zijn rouwen om het verlies van familieleden, zoeken naar familieleden (zie Rootsreizen), bezinning op de etnische identiteit, maar ook de ontkenning dat adoptie invloed heeft op het welzijn. Veel therapieën richten zich op copingstrategieën, zoals cognitieve therapie en rationeel-emotieve therapie. Ook zijn EMDR, een interventietechniek voor mensen met een posttraumatische stressstoornis, en neurofeedback succesvol toegepast bij geadopteerden.
De Hongaarse psychiater Iván Böszörményi-Nagy ziet in de door hem ontwikkelde contextuele therapie de afstand van een kind door zijn ouders als een oorzaak van onbalans tussen geven en ontvangen. Het kind kan door de afstand zijn existentiële schuld jegens zijn biologische ouders niet inlossen, wat tot psychologische problemen kan leiden.
Sommige auteurs zien de afstand van de moeder als een allesbepalende traumatische ervaring voor geadopteerden en de moeders, omdat afstand doen van kinderen een levenslange invloed op alle betrokkenen heeft. Zij hebben vaak het gevoel dat een deel 'aan hen ontbreekt' en moeten op de een of andere manier mee leren omgaan met deze oerverwonding. Volgens die auteurs is een hereniging tussen geadopteerde en de moeder daarbij essentieel.
Verder worden soms ook in familieopstellingen relaties tussen geadopteerden en familieleden (biologisch en adoptief) beschouwd.

## Rootsreizen

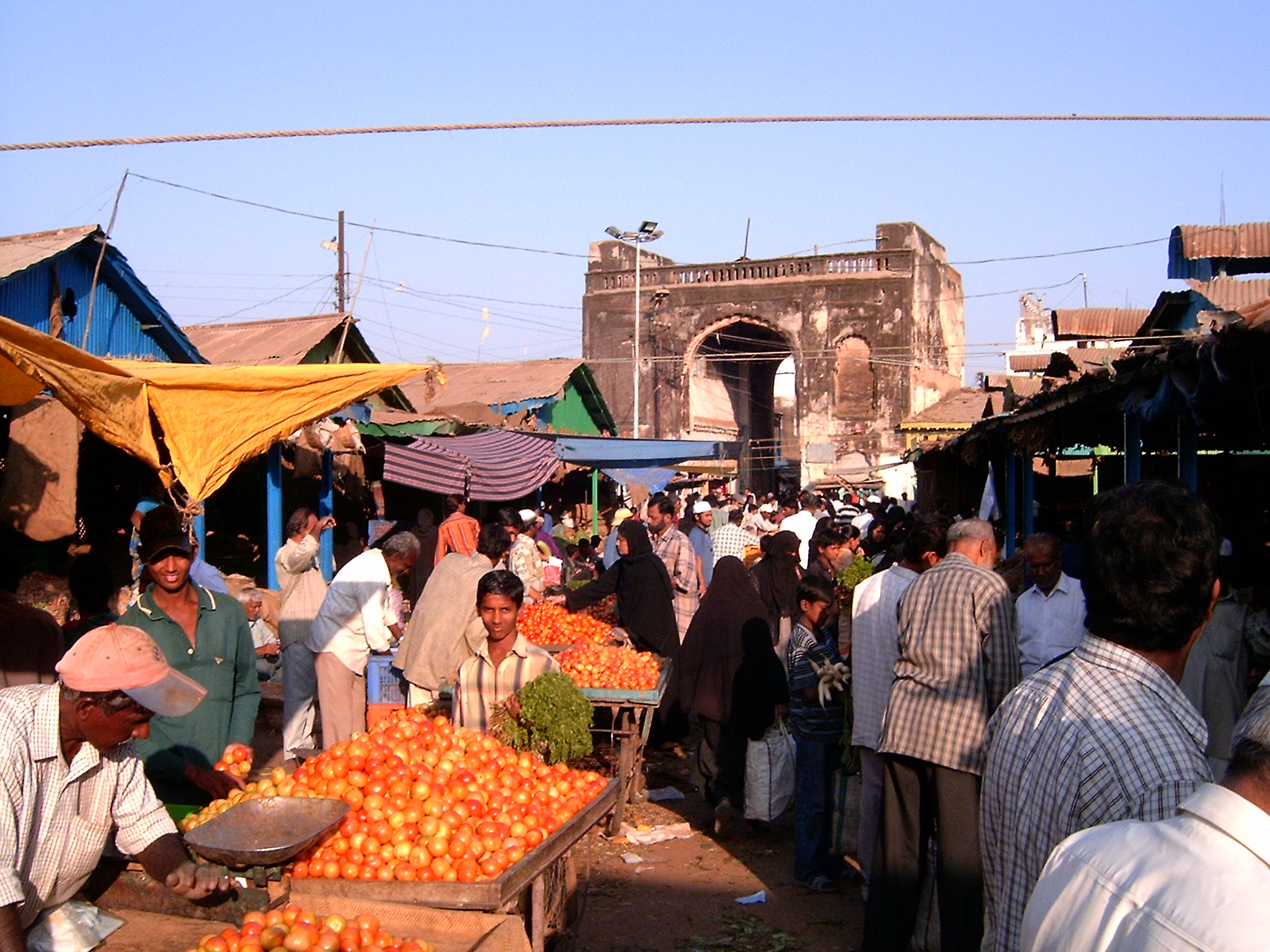
Tijdens een rootsreis maken geadopteerden kennis met de cultuur van hun geboorteland en soms kunnen zij familie ontmoeten. Op de foto: Haiderabad in India.

Veel (sommige auteurs beweren alle) geadopteerden willen vroeg of laat in hun leven meer weten over hun familie, meestal vooral over hun moeder. Een onderzoek onder Nederlandse geadopteerden tussen 24 en 30 jaar oud gaf aan dat 14% is herenigd met biologische familieleden, 18% zoekende is en 32% niet zoekt, maar wel interesse heeft in hun familie. Tussen de 15 en 50% van alle geadopteerden onderneemt een rootsreis: een reis naar hun wortels. Zo'n reis stelt hen dan in staat meer te weten te komen over het land van herkomst en over hun familie, en leidt soms tot een ontmoeting met één of meer familieleden. Zowel de vergunninghouders als specialistische organisaties kunnen geadopteerden bijstaan bij (het organiseren van) hun rootsreis. Dat is van groot belang omdat rootsreizen heftige ervaringen met zich kunnen brengen voor geadopteerden, hun familie en adoptieouders. Geadopteerde Asha Miró verwoordde dat zo: "Je biologische familie zoeken is niet zo maar een reis: het is een zoektocht naar je zelf, het is een ervaring die niet gemakkelijk te verwerken is." Het televisieprogramma Spoorloos belicht deze zoektocht naar de adoptieroots.

## Adoptie en woordgebruik
Dit artikel gebruikt 'politiek correcte' adoptietaal. Er staat bijvoorbeeld geadopteerde in plaats van adoptiekind, omdat de meeste geadopteerden in Nederland en België volwassen zijn. Verder staat er ouders in plaats van biologische ouders, tenzij er verwarring met adoptieouders kan optreden. Biologische ouder of geboorte-ouder zou hun waardering tot baar-moeder of verwekker kunnen reduceren, terwijl zij dat zelf heel anders zien en zij in het leven van de meeste geadopteerden een belangrijker rol spelen. Ook is er in de correcte toepassing van de taal de voorkeur voor afstand van het kind ter adoptie in plaats van wegdoen of opgegeven. In het dagelijks leven worden biologische ouders vaak aangeduid met echte ouders, wat de suggestie zou wekken dat de adoptieouders geen echte ouders zouden zijn, terwijl ze dat in sociale en juridische zin wel zijn. Adoptieouders worden daarom doorgaans eveneens aangeduid met ouder. De behoefte aan 'politiek correcte' adoptietaal geeft aan, dat er moeilijk bespreekbare opvattingen over adoptie zijn in de samenleving.